# Dolichoiulus polyzonus
Dolichoiulus polyzonus är en mångfotingart som beskrevs av Carl Graf Attems 1909. Dolichoiulus polyzonus ingår i släktet Dolichoiulus och familjen kejsardubbelfotingar. Inga underarter finns listade i Catalogue of Life.